# Perusztica
Perusztica (bułg. Перущица) – miasto w Bułgarii w obwodzie Płowdiw, siedziba gminy Perusztica, 22 km na południe od miasta Płowdiw, liczy ok. 5,4 tys. mieszkańców.
Miasto jest znane ze względu na walki jakie miały tu miejsce w 1876 roku podczas powstania kwietniowego przeciwko imperium osmańskiemu.
Nazwa miasta Perusztica pochodzi od słowiańskiego boga Peruna.
Około 2 km na południe od miasta, znajdują się ruiny Czerwonego Kościoła, datowane na V\VI wiek, które są symbolem miasta.